# John Gielgud
Sir Arthur John Gielgud, OM, CH, (Londres, 14 d'abril de 1904 – Aylesbury, Buckinghamshire, 21 de maig de 2000) va ser un actor anglès.
Nebot d'Ellen Terry, és considerat un dels principals intèrprets del segle xx (amb Lord Olivier i Sir Ralph Richardson) del teatre britànic, i shakesperià en particular.
El 1994, el Globe Theatre de Londres va ser reanomenat el Gielgud Theatre, en honor seu.

## Filmografia
- 1936: Agent secret (Secret Agent) d'Alfred Hitchcock
- 1953: Julius Caesar de Joseph L. Mankiewicz
- 1956: La volta al món en vuitanta dies (Around the World in Eighty Days) de Michael Anderson
- 1957: The Barretts of Wimpole Street de Sidney Franklin
- 1957: La donzella d'Orleans (Saint Joan) d'Otto Preminger
- 1964: Becket de Peter Glenville
- 1965: Estimats difunts (The Loved One) de Tony Richardson
- 1968: Les sandàlies del pescador (The Shoes of the Fisherman) de Michael Anderson
- 1972: Horitzons perduts (Lost Horizon) de Charles Jarrott
- 1974: Assassinat a l'Orient Express (Murder on the Orient Express) de Sidney Lumet
- 1976: Providence d'Alain Resnais
- 1978: Les Misérables de Glenn Jordan
- 1979: Dyrygent d'Andrzej Wajda
- 1979: Assassinat per decret (Murder by Decree) de Bob Clark
- 1979: El factor humà (The Human Factor) d'Otto Preminger
- 1980: La fórmula (The Formula) de John Guilbert Avildsen
- 1980: L'home elefant (The Elephant Man) de David Lynch
- 1981: L'esfinx (Sphinx) de Franklin J. Schaffner
- 1981: Carros de foc (Chariots of Fire) de Hugh Hudson
- 1981: Lion of the Desert de Moustapha Akkad
- 1981: Arthur, el solter d'or (Arthur)  de Steve Gordon
- 1982: El geperut de Notre Dame (The Hunchback of Notre Dame) (telefilm)
- 1982: Gandhi de Richard Attenborough
- 1984: El senyor de Ballantrae (The Master of Ballantrae) (telefilm)
- 1985: Idil·li a l'Orient Express (Romance on the Orient Express) (telefilm)
- 1985: Plenty de Fred Schepisi
- 1986: El fantasma de Canterville (The Canterville Ghost) de Paul Bogart (telefilm)
- 1988: Cita amb la mort (Appointment with Death) de Michael Winner
- 1991: Els llibres de Prospero (Prospero's Books) de Peter Greenaway
- 1992: The Power of One, de John G. Avildsen
- 1995: El primer cavaller (First Knight)
- 1996: Shine de Scott Hicks
- 1996: Retrat d'una dama (The Portrait of a Lady) de Jane Campion
- 1996: Hamlet de Kenneth Branagh

## Obres publicades
- Early Stages, Sceptre Books
- Stage Directions, Sceptre Books
- An Actor and His Time
- Backward Glances, Sceptre Books, 1993

## Premis
- Cavaller (Kt. - 1953)[1]
- Membre de l'Orde dels Companys d'Honor (CH - 1977)[2]
- Membre de l'Orde del Mèrit (OM - 1996)[3]